# Bruno Venturini
Bruno Venturini (26 de setembro de 1911 — 7 de março de 1991) foi um futebolista italiano que competiu nos Jogos Olímpicos de Verão de 1936.
Ele era um membro da equipe italiana, que ganhou a medalha de ouro no torneio olímpico de futebol.